# (7391) Strouhal
(7391) Strouhal ist ein Asteroid des Hauptgürtels. Er wurde am 8. November 1983 vom tschechischen Astronomen Antonín Mrkos am Kleť-Observatorium (IAU-Code 046) auf dem Kleť in der Nähe der Stadt Český Krumlov in Südböhmen entdeckt.
Der Asteroid wurde am 11. Februar 1998 nach dem tschechischen Physiker auf dem Gebiet der Hydrodynamik Vincent Strouhal (1850–1922) benannt, der ein Fachmann der Experimentalphysik und einer der Gründer der Physik-Fakultät an der Karls-Universität Prag war.